# 14.ª División (Ejército Popular de la República)
La 14.ª División fue una de las divisiones del Ejército Popular de la República que se organizaron durante la guerra civil española sobre la base de las Brigadas Mixtas. La división tuvo una destacada participación en la Batalla de Guadalajara.

## Historial
La unidad fue creada parcialmente a partir de la columna «Mera», liderada por Cipriano Mera y con elementos de Brigadas Mixtas. La nueva división fue integrada —junto a las divisiones 11.ª y 12.ª— en el nuevo IV Cuerpo de Ejército, bajo el mando del coronel Enrique Jurado. La XII Brigada Internacional —dentro de la cual estaba integrada su Batallón Garibaldi— también quedó asignada a la 14.ª División.
Poco después de su creación, la 14.ª División hubo de hacer frente a la ofensiva del «Corpo Truppe Volontarie» en el sector de Guadalajara. Con el apoyo de las otras divisiones republicanas, se logró frenar el ataque enemigo y hacer una contraataque bajo el mando de Vicente Rojo Lluch. El 18 de marzo la división, que actuaba en el flanco derecho del dispositivo republicano, y la 11.ª División  de Enrique Líster, con el apoyo de 70 tanques soviéticos T-26, pasaron al ataque y tomaron la codiciada población de Brihuega; las fuerzas italianas de la División «Coppi» huyeron en desbandada, dejando tras de sí prisioneros y numeroso material de guerra. Para finales de marzo el frente se estabilizó tras lograr los republicanos recuperar buena parte del territorio.
Mera contó con el anarquista Antonio Verardini Díez-Ferreti como jefe de Estado Mayor de la división.
En julio de 1937, de cara a la Batalla de Brunete, la unidad quedó inicialmente en situada reserva. Intervino hacia el final de los combates, tras la derrota de la 11.ª División de Líster. El día 24 estaba previsto que relevara a las fuerzas de Líster de la primera línea del frente, si bien los combates lo impidieron. La mañana del 25 de julio las unidades de la 14.ª División lanzaron un fuerte contraataque al suroeste de Brunete contra las fuerzas enemigas, contando con el apoyo de la aviación republicana. A pesar de la resistencia que ofreció la 14.ª División no logró mantener las posiciones confiadas, a pesar de la, si bien la presión franquista remitió ese mismo día. Una vez finalizados los combates en Brunete la división regresó al frente de Guadalajara, donde permaneció los siguientes meses sin intervenir en operaciones relevantes. 
En la primavera de 1938 fue enviada al frente de Levante como unidad de reserva, actuando como relevo de otras unidades quebrantadas por las ofensivas enemigas.
En marzo de 1939 algunas de sus unidades participaron en el Golpe de Casado. Este fue el caso de la 70.ª Brigada Mixta de Bernabé López Calle, que en la mañana del 6 de marzo ocupó diversos puntos estratégicos de Madrid, entre otros la Alameda de Osuna, el Ministerio de Hacienda y el edificio de la Telefónica. Efectivos de las brigadas mixtas 35.ª y 50.ª también tomaron parte en apoyo de las fuerzas sublevadas. La 14.ª División se autodisolvería poco después, con el final de la guerra.

## Mandos
Comandantes
- General Vicente Rojo Lluch;[3]
- Mayor de milicias Cipriano Mera;[11]
- Comandante de infantería Francisco Jiménez Durán;
- Mayor de milicias Rafael Gutiérrez Caro;[12][13]
- Mayor de milicias Joaquín Martínez Sánchez;[14]

Comisarios
- Mariano Valle Soria, de la CNT;[15][16]

## Orden de batalla
| Fecha                 | Cuerpo de Ejército adscrito | Brigadas Mixtas integradas | Frente de batalla |
| --------------------- | --------------------------- | -------------------------- | ----------------- |
| Febrero-marzo de 1937 | IV Cuerpo de Ejército       | 48.ª, 65.ª, 72.ª, 70.ª     | Guadalajara       |
| Junio de 1937         | IV Cuerpo de Ejército       | 65.ª, 70.ª, 72.ª           | Guadalajara       |
| Diciembre de 1937     | IV Cuerpo de Ejército       | 70.ª, 98.ª                 | Guadalajara       |
| 30 de abril de 1938   | XVI Cuerpo de Ejército      | 206.ª, 205.ª y 204.ª       | Tarancón          |
| Mayo de 1938          | XXI Cuerpo de Ejército      | 35.ª y 39.ª                | Levante           |
| Noviembre de 1938     | Reserva del GERC            | 21.ª, 35.ª, 50.ª y 70.ª    | —                 |
| Marzo de 1939         | IV Cuerpo de Ejército       | 35.ª, 50.ª y 70.ª          | Guadalajara       |